# Lophornis delattrei
Lophornis delattrei е вид птица от семейство Колиброви (Trochilidae).

## Разпространение
Видът е разпространен в Боливия, Еквадор, Колумбия, Панама и Перу.